# Diplopanax vietnamensis
Diplopanax vietnamensis là một loài thực vật có hoa trong họ Cornaceae. Loài này được Leonid Averyanov và Nguyễn Tiến Hiệp mô tả khoa học đầu tiên năm 2002.